# Anastasia von Großpolen

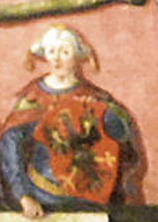
Anastasia von Pommern

Anastasia (polnisch Anastazja; um 1163–nach 31. Mai 1240) war durch Heirat Herzogin und Regentin von Pommern. Sie förderte die Prämonstratenserstifte Belbuck und Treptow.

## Leben
Herkunft
Anastasia war eine Tochter des Herzogs von Großpolen und zeitweiligen Seniorherzogs von Polen Mieszko III. und von Eudoxia, einer Tochter des Großfürsten Isjaslaw II. von Kiew.
Ehe und Regentschaft in Pommern
1177 heiratete sie Herzog Bogislaw I. von Pommern in dessen zweiter Ehe. Dieser verband sich dadurch stärker mit dem Herzog von Großpolen. Er bot ihm in dessen inneren Machtkämpfen 1188 Asyl und verhalf ihm anschließend zur Rückeroberung von dessen Herrschaftsgebiet.
Anastasia gebar mindestens drei Söhne (Reihenfolge ist unsicher):
- Wartislaw († 1184)
- Bogislaw II. (um 1180–1222)
- Kasimir II. (um 1180–1219)

1187 übernahm sie nach dem Tod des Ehemanns die Regentschaft über das Herzogtum Pommern für ihre noch unmündigen Söhne, zusammen mit Wartislaw, dem Kastellan von Stettin (1177–1179), und Fürst Jaromar von Rügen (bis 1184/1189). Um 1208 übernahmen ihre Söhne die Herrschaft. Beide starben aber 1219 und 1222 vor ihrer Mutter.
Förderung von Stiften
Anastasia gründete 1208 das Prämonstratenserstift Belbuck mit ihren Söhnen neu. 1224 gründete (oder verlegte sie) das Prämonstratenserinnenstift in Treptow an der Rega an ihrem Witwensitz und stattete es mit zahlreichen Dörfern aus. Um 1235 wurde dieses wahrscheinlich fertiggestellt, seitdem lebte sie dort, allerdings ohne geweihte Stiftsfrau geworden zu sein.
Tod
Vom 31. Mai 1240 ist ihre letzte Erwähnung in einer Urkunde erhalten, am 24. Juni 1242 war sie verstorben. Anastasia wurde im Prämonstratenserinnenstift Treptow bestattet, ihr Grab ist nicht erhalten.